# 이스타디우 나시오날
이스타디우 나시오날(포르투갈어: Estadio Nacional)은 포르투갈 리스본에 위치한 종합 경기장이며, 리스본 국립 경기장이라는 명칭으로도 알려져 있다. 1939년 기공되어 1944년 6월 10일 개장하였다. 현재 포르투갈 축구 국가대표팀의 홈구장이며, 2003년 SL 벤피카가 이 경기장을 임시적으로 홈 구장으로 사용한 적도 있다. 또 Lusitanos XV라는 럭비 클럽도 이 경기장을 홈구장으로 사용하고 있다. 구조적으로 경기장의 오픈 이스트 사이드, 그렇지 않으면 일반적인 타원형 구성을 갖춘 경기장의 특이함은 주목할 만한 부분이다.
이스타디우 나시오날에서 열린 가장 유명한 경기는 인터 밀란과 셀틱 FC의 유러피언컵 1966-67의 결승전이다. 이날 경기를 보기 위해 56,000명의 관중들이 이스타디우 나시오날로 모여들었으며, 결과는 셀틱이 2-1로 역전승을 거두어 대회 우승을 차지하게 되었다. 유러피언컵 1966-67을 우승한 셀틱은 1966-67 시즌에 트레블을 달성하게 되었다. 이 때문에 셀틱의 별명은 리스본 라이온즈(Lisbon Lions)로 알려져 있다.